# Hemiberlesia gliwicensis
Hemiberlesia gliwicensis är en insektsart som först beskrevs av Komosinska 1965.  Hemiberlesia gliwicensis ingår i släktet Hemiberlesia och familjen pansarsköldlöss.
Artens utbredningsområde är Polen. Inga underarter finns listade i Catalogue of Life.